# Thyene bivittata
Thyene bivittata es una especie de araña saltarina del género Thyene, familia Salticidae. Fue descrita científicamente por Xie & Peng en 1995.
Habita en Pakistán, India, Nepal y China.